# Tim Sparwasser
 (août 2020).
 (août 2020).
Tim Dominik Sparwasser, né le 8 janvier 1969 à Mayence, est un médecin allemand, microbiologiste et immunologiste spécialisé dans les infections. Depuis 2018, il est directeur de l'Institut de microbiologie médicale et d'hygiène de la médecine universitaire à l'Université Johannes Gutenberg de Mayence.

## Biographie

### Études
Sparwasser étudie la médecine humaine à l'université Johannes Gutenberg de Mayence de 1989 à 1994 ainsi qu'à l`Université Louis-et-Maximilien de Munich de 1994 à 1995 en tant que boursier de la Studienstiftung des Deutschen Volkes. Il obtient son doctorat (titre de docteur en médecine) en 1996.

### Carrière professionnelle
Il poursuivit ses travaux de recherche d'abord à l'Institut de microbiologie médicale, d'immunologie et d'hygiène (MIH) de l'Université technique de Munich (TUM) de 1996 à 1999, puis à l'Institut Skirball en tant que boursier postdoctoral de l'Institut médical Howard Hughes (HHMI) à Chevy Chase de 1999 à 2002.
Il rejoint ensuite l'Université technique de Munich de 2002 à 2008.
En 2008, il est habilité au MIH de l'Université technique de Munich et, la même année, il devient directeur de l'Institut d'immunologie des infections à Twincore, Centre de recherche expérimentale et clinique sur les infections, une entreprise commune de la Faculté de médecine de Hanovre (MHH) et du Centre Helmholtz pour la recherche sur les infections (HZI).
En 2018, Sparwasser accepte un appel de l'Université de Mayence et devient directeur de l'Institut de microbiologie médicale et d'hygiène (IMMH), après avoir précédemment refusé un appel de l'Université technique de Dresde en 2017.
Depuis 2014, il est membre du conseil de la Société allemande d'immunologie (DGfI) et en 2018, il est devenu membre du comité directeur du Centre de recherche pour l'immunothérapie (FZI) de l'université de Mayence. En 2019, il est élu représentant de l'Allemagne au Conseil de l'Union internationale des sociétés d'immunologie (IUIS), réélu en 2022, son mandat prenant fin en 2025. En 2022, Tim Sparwasser a été nommé au conseil consultatif du Centre de recherche sur les maladies inflammatoires (CRID) de São Paulo. Le CRID est soutenu par la Faculté de médecine Ribeirão Preto de l'Université de São Paulo et la Fondation pour le financement de la recherche de l'État de São Paulo (FAPESP) . La même année, le professeur Sparwasser a décliné un appel de l'université Justus-Liebig de Gießen pour occuper un poste de professeur W3 de microbiologie médicale. Depuis 2023, il est membre du conseil consultatif externe de NextImmune2 au Luxembourg Institute of Health (LIH) . En 2022, le professeur Sparwasser a reçu le "Premio Leloir" du ministère argentin de la science, de la technologie et de l'innovation, à Buenos Aires, pour ses activités de promotion et de renforcement des coopérations germano-argentines. Sparwasser est l'un des immunologistes les plus fréquemment cités en Europe. Sparwasser a publié plus de 200 articles scientifiques, dont plus de 200 sont répertoriés dans le Science Citation Index. Les publications sont citées plus de 21700 fois et son h-index est de 75.

## Travaux de recherche
Les principaux intérêts de son laboratoire à l'Institut de microbiologie et d'hygiène médicales sont les interactions hôte-pathogène,. Sparwasser a été l'un des premiers à reconnaître que les séquences d'ADN microbien contenant des motifs CpG spécifiques activent les cellules du système immunitaire inné et peuvent donc être utilisées comme adjuvants dans les approches de vaccination expérimentale. En utilisant de nouveaux modèles génétiques, Sparwasser a pour la première fois démontré directement le rôle des cellules T dites régulatrices dans la prévention de l'auto-immunité ainsi que leur importance dans la réponse immunitaire adaptative contre les cellules tumorales et divers agents pathogènes. Depuis 2010, Sparwasser travaille sur les effets immunomodulateurs des métabolites bactériens et en particulier sur le métabolisme des cellules immunitaires pour améliorer les réponses immunitaires et les vaccinations.

## Honneurs et récompenses
Sparwasser était boursier[Quoi ?] de la Fondation nationale allemande pour l'enseignement. La Société allemande d'hygiène et de microbiologie (DGHM) lui a décerné le prix DGHM en 1999. De 1999 à 2002, Sparwasser a reçu la bourse postdoctorale HHMI pour les médecins. En mai 2024, Sparwasser a été sélectionnée par la Fondation Alexander von Humboldt comme scout du programme de scouting Henriette Herz.